# Nicsara inflata
Nicsara inflata är en insektsart som först beskrevs av Brunner von Wattenwyl 1898.  Nicsara inflata ingår i släktet Nicsara och familjen vårtbitare. Inga underarter finns listade i Catalogue of Life.